# Suzun (affluente dell'Ob')
Il Suzun (in russo Сузун?), chiamato anche Nižnij Suzun (Нижний Сузун; in italiano "Basso Suzun"), è un fiume della Russia siberiana meridionale, affluente di destra dell'Ob'. Scorre nel Suzunskij rajon dell'Oblast' di Novosibirsk.

## Descrizione
Il fiume ha origine da alcune alture al centro della grande ansa dell'Ob' (tra Barnaul e Novosibirsk) circa 6 km a est del villaggio di Šajdurovo. Scorre dapprima verso est attraversando gli insediamenti di Boltovo, Zakobjažino e Šipunovo per poi girare a sud-ovest fino a incontrare la cittadina di Suzun e poi sfociare nell'Ob' 3 231 km prima della sua foce. 
Il Suzun ha una lunghezza di 132 km e un bacino di 1 260 km². La sua portata media annua a 36 km dalla foce è di 4,27 m³/s.
Il fiume è attraversato dalla ferrovia della Siberia occidentale (una sezione della Transiberiana) che ha una stazione nella cittadina di Suzun.